# Euxoa nevadensis
Euxoa nevadensis là một loài bướm đêm trong họ Noctuidae.